# Tinodes beysehirensis
Tinodes beysehirensis là một loài Trichoptera trong họ Psychomyiidae. Chúng phân bố ở miền Cổ bắc.